# Station Saint-Jory
Station Saint-Jory is een spoorwegstation in de Franse gemeente Saint-Jory.